# Fortran
Fortran ist eine prozedurale, seit 2003 auch eine objektorientierte Programmiersprache, die insbesondere für numerische Berechnungen in Wissenschaft, Technik und Forschung eingesetzt wird. Der Name entstand aus FORmula TRANslation (dt. „Formel-Übersetzung“) und wurde bis zur Version FORTRAN 77 mit Großbuchstaben geschrieben.
Im Juni 2025 stand Fortran an zehnter Stelle der beliebten Programmiersprachen im TIOBE-Index.

## Geschichte
Fortran gilt als die erste jemals tatsächlich realisierte höhere Programmiersprache. Sie geht auf einen Vorschlag zurück, den John W. Backus, Programmierer bei IBM, 1953 seinen Vorgesetzten unterbreitete.
Dem Entwurf der Sprache folgte die Entwicklung eines Compilers durch ein IBM-Team unter Leitung von Backus. Das Projekt begann 1954 und war ursprünglich auf sechs Monate ausgelegt. Tatsächlich konnte Harlan Herrick, der Erfinder der später heftig kritisierten Goto-Anweisung, am 20. September 1954 das erste Fortran-Programm ausführen. Doch erst 1957 wurde der Compiler für marktreif befunden und mit jedem IBM-704-System ausgeliefert. Backus hatte darauf bestanden, den Compiler von Anfang an mit der Fähigkeit zu Optimierungen auszustatten: Er sah voraus, dass sich Fortran nur dann durchsetzen würde, wenn ähnliche Ausführungsgeschwindigkeiten wie mit bisherigen Assembler-Programmen erzielt würden. Die Erreichbarkeit dieses Ziels wurde damals allgemein stark bezweifelt.

### Versionen

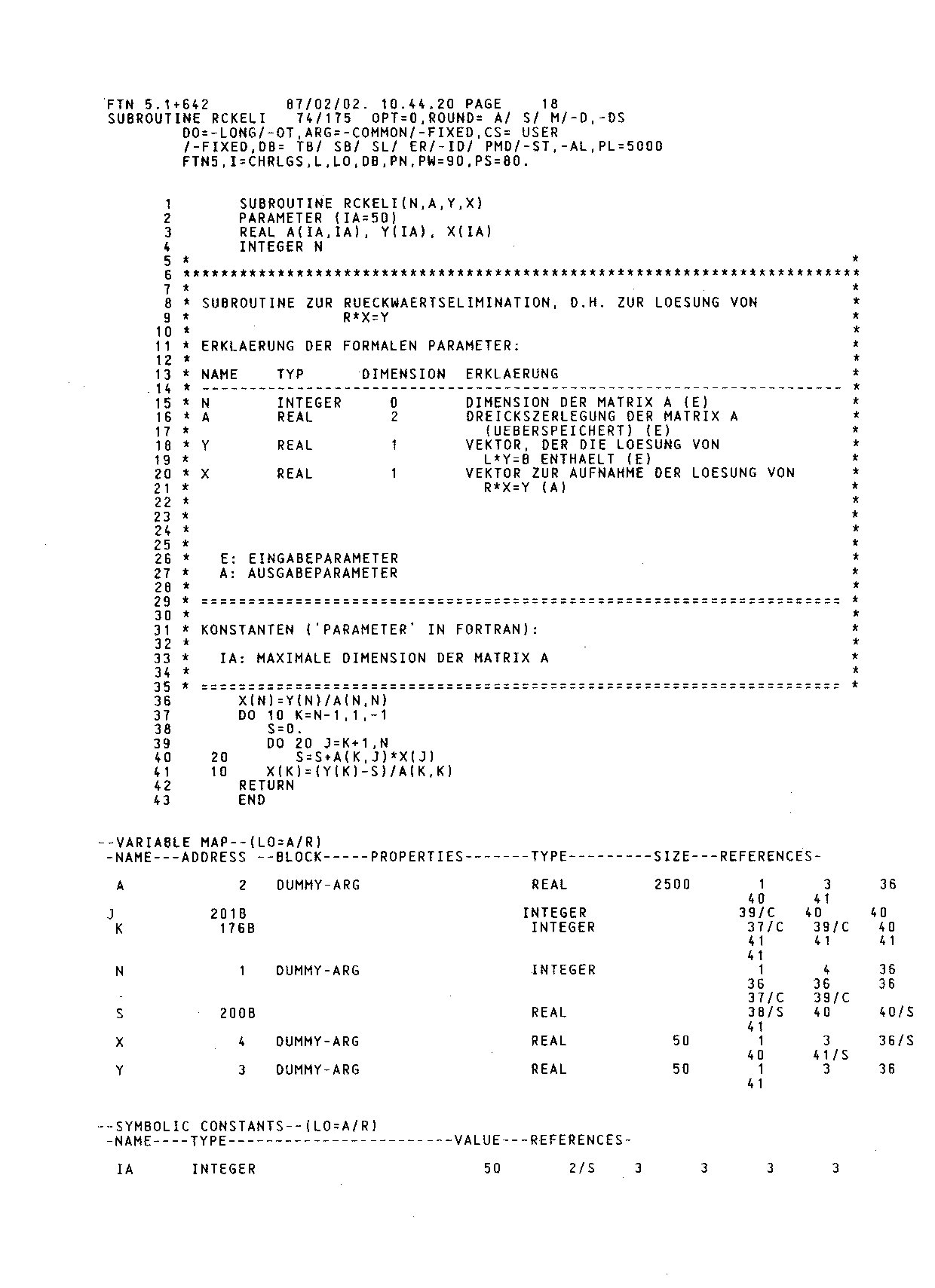
Listing eines FORTRAN-77-Programmes mit Compiler-Output (erstellt 1987 auf einer CDC 175 am Rechenzentrum der RWTH Aachen)

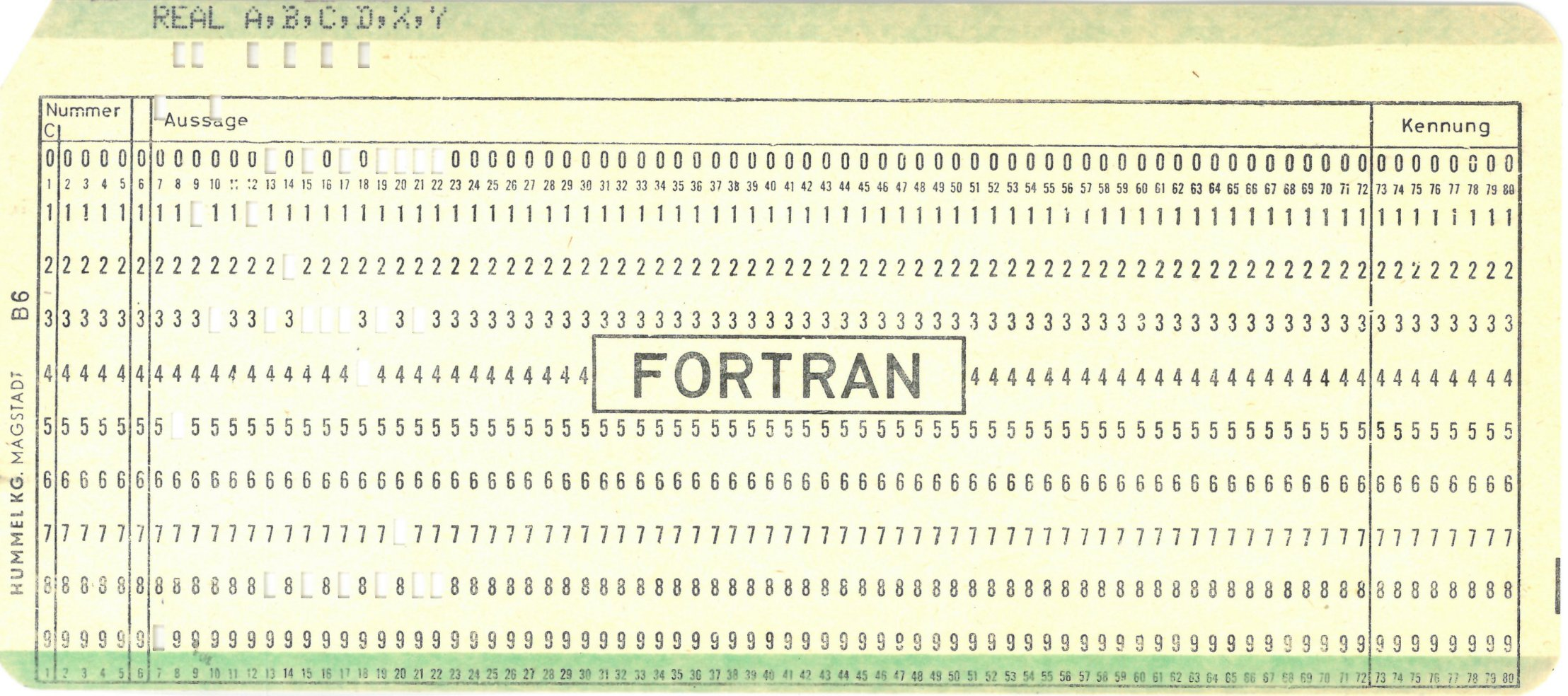
Lochkarte mit Vorbedruckung des historischen FORTRAN-Zeilenformats

Fortran wurde mehrmals erweitert. Viele neue Sprachelemente wurden zunächst von einem einzelnen Hersteller eingeführt und später in den internationalen Standard übernommen. Als Versionen folgten aufeinander FORTRAN I, FORTRAN II, FORTRAN IV, FORTRAN 66, FORTRAN 77, Fortran 90, Fortran 95, Fortran 2003, Fortran 2008, Fortran 2018 und Fortran 2023. Ab FORTRAN 66 ist Fortran durch die ISO standardisiert. Die Fortschreibung der Standards ist ein komplizierter Prozess, der oft wesentlich länger dauert als zunächst angestrebt: Der Nachfolger des 1978 erschienenen Standards FORTRAN 77, der als Fortran 8x bezeichnet wurde, war ursprünglich für das Jahr 1982 geplant, später dann für das Jahr 1985, und wurde schließlich unter der Bezeichnung Fortran 90 erst am 11. April 1991 als neuer Standard und Nachfolger von FORTRAN 77 angenommen. 2018 wurde Fortran 2018 freigegeben. Es wurden die Interoperabilität mit C und Funktionen bezüglich der Parallelprogrammierung verbessert. Weitere Neuerungen betreffen die Gleitkommaarithmetik auf Mikroprozessoren und die Ein- und Ausgabe von Hexadezimalzahlen.

### Sprachelemente
Im Laufe dieser Erweiterungen wurden zahlreiche Sprachelemente aus später entstandenen Programmiersprachen übernommen. Frühe FORTRAN-Versionen bis Version 4 hatten als Flusskontrollstruktur nur zwei verschiedene Goto-Anweisungen und den Aufruf von Unterprogrammen. Strukturierte Programmierung mit Schleifen wurde mit FORTRAN 77 möglich. Mit Fortran 90 wurde neben dem aus der Lochkartenzeit stammenden festen Zeilenformat ein von späteren Programmiersprachen verwendetes freieres Format erlaubt. Ab Fortran 90 werden Elemente eingeführt, die auch beispielsweise in Ada vorhanden sind, beispielsweise optionale Parameter und die Möglichkeit, Prozedurparameter nicht nur über die Position in der Parameterliste zu identifizieren, sondern auch über ihren Namen. Seit Fortran 2003 werden auch polymorphe Datentypen und Vererbung unterstützt, so dass man objektorientiert programmieren kann. Seit Fortran 2008 ist mit Coarray Fortran eine Parallelisierung in die Sprache eingebaut, die dem PGAS-Schema folgt.
Beispiel:
```
subroutine 
test
(
argument1
,
 
argument2
,
 
argument3
)

    
real
,
             
intent
(
in
)
           
::
 
argument1

    
character
(
len
=*
),
 
intent
(
in
)
           
::
 
argument2

    
integer
,
          
intent
(
in
),
 
optional
 
::
 
argument3

    
! Hier etwas Sinnvolles ...

end subroutine 
test

```

Mögliche Aufrufe sind dann z. B.:
```
call 
test
(
1.0
,
 
'Tach'
)

call 
test
(
argument1
=
1.0
,
 
argument2
=
'Tach auch'
)

call 
test
(
argument2
=
'Tach Auch'
,
 
argument1
=
1.0
)

call 
test
(
argument3
=
3
,
 
argument1
=
1.0
,
 
argument2
=
'Tach auch'
)

```

Während beim ersten Aufruf die Parameterassoziation über die Reihenfolge der Parameter erfolgt, so werden bei den anderen Beispielen die Parameter mittels der Namen identifiziert. Bei letzteren spielt die Reihenfolge dann keine Rolle mehr.

### Varianten
Einige von Fortran abgeleitete Programmiersprachen sind Ratfor, F und HPF (High Performance Fortran).

## Eigenschaften
Fortran war und ist für numerische Berechnungen vorgesehen und optimiert. Von Anfang an hatte Fortran den Potenz-Operator ** – der in vielen anderen Hochsprachen nicht vorhanden ist – und einen Datentyp für komplexe Zahlen. Mit Fortran 90 wurden Vektor- und Matrix-Operationen standardisiert. Außerdem ist Fortran case insensitive, d. h. im Gegensatz zu Sprachen wie C oder C++ wird vom Compiler nicht zwischen Groß- und Kleinschreibung unterschieden. Es liegt im Stil des Programmierers, ob er groß oder klein schreibt, generell sieht man aber immer öfter (z. B. in Lehrbüchern) den Trend, alles kleinzuschreiben.
Insbesondere für wissenschaftliche und numerische Berechnungen gibt es in Fortran umfangreiche Bibliotheken, die immer noch weit verbreitet sind, auch wenn eine zunehmende Menge an Funktionalität inzwischen nach C und C++ portiert wurde.

### Arrays in Zuweisungen und Ausdrücken und intrinsische Array-Funktionen
Arrays mit gleicher Zahl von Elementen und gleichem Rang können in Ausdrücken und Zuweisungen verwendet werden, auch gemischt mit Skalaren.
```
  
real
 
::
 
a
(
10
),
 
b
(
3
:
12
)
   
! Deklariere zwei Arrays der Länge 10

  
read
 
(
*
,
*
)
 
a
             
! Lies a ein

  
b
 
=
 
2.
*
a
 
+
 
3.
/
a
          
! Elementweise Zuweisung

  
write
 
(
*
,
*
)
 
b
            
! Ausgabe von b

```

Verschiedene Array-Funktionen werden durch die Sprachnorm vordefiniert. So gibt beispielsweise die Funktion MAXVAL den maximalen Wert eines Arrays zurück und MAXLOC den Index des maximalen Wertes. Die intrinsischen Funktionen DOT_PRODUCT und MATMUL liefern das Skalarprodukt und die Matrixmultiplikation.

### Implizite Variablendeklaration
In Anlehnung an mathematischen Notationsgebrauch sind Variablen in Fortran ohne Deklaration über ihren Anfangsbuchstaben deklariert: Bezeichner, die mit einem der Buchstaben i, j, k, l, m, n beginnen, stehen für eine Integer-Variable oder einen Integer-Funktionswert, alle übrigen Bezeichner stehen für Gleitkommazahlen. Diese implizite Typenvereinbarung von Variablen kann durch die Deklaration einzelner Variablen überschrieben werden, sie kann durch eine Zeile wie
```
! Alle nichtdeklarierten Bezeichner, deren erster Buchstabe c oder z ist,

! bezeichnen komplexe Zahlen.

implicit 
complex
(
c
,
 
z
)

```

verändert werden, und die implizite Vereinbarung kann durch den Befehl
```
implicit none

```

ganz aufgehoben werden, was für alle neuen Programme empfohlen wird.  In diesem Fall löst die Verwendung eines nichtdeklarierten Bezeichners einen Fehler während der Übersetzung aus. Dadurch vereinfacht sich die Fehlersuche erheblich.

### Übergabe von Argumenten

#### Bis FORTRAN 77
Bis einschließlich FORTRAN 77 konnten Unterprogramme vor ihrer Verwendung nicht deklariert werden. Es konnte durch eine Deklaration nur der Typ des Rückgabewerts einer Funktion festgelegt werden. Der Compiler überprüfte normalerweise nicht, ob ein Unterprogrammaufruf mit typrichtigen Argumenten erfolgt. Die Übergabe von Argumenten an Unterprogramme (subroutine oder function) erfolgt üblicherweise per Adresse.  Eine automatische Typumwandlung findet nicht statt.
Die meisten Fortran-Systeme führen auch keine Typüberprüfung zur Laufzeit durch. Das ist bei der Verwendung dieses veralteten Programmierstils eine häufige Fehlerquelle.
Programmbeispiel 1:
```
call 
drucke_zahl
(
3.14
)

! ...

subroutine 
drucke_zahl
(
meine_zahl
)

```

Im Unterprogramm drucke_zahl() ist meine_zahl, weil mit m beginnend, implizit als Integer deklariert. Zur Laufzeit erfolgt ein Aufruf mit dem real-Argument 3.14. Dann wird die Integer-Variable meine_zahl mit den Bits der Gleitkommadarstellung von 3.14 aufgefüllt – was auf beliebig abwegige numerische Ergebnisse führt.
Viele Fortran-Compiler übergeben Parameter per Referenz. Das führt teilweise zu nicht beabsichtigten Ergebnissen, beispielsweise folgendes Programmbeispiel 2:
```
program 
bsp_bar

    
call 
bar
(
4
)

    
print
 
*
,
 
4

end program 
bsp_bar

subroutine 
bar
(
i
)

    
i
 
=
 
42

end subroutine 
bar

```

Dieses würde bei manchen Compilern die Zahl 42 ausgeben. Das Programm ist allerdings so nicht korrekt.
Programmierwerkzeuge wie „ftnchek“ ermöglichen eine separate Prüfung der Übereinstimmung von Argumentlisten und würden in diesen Fällen warnen. Aktuelle Compiler führen ebenfalls solche Überprüfungen durch oder erzeugen einen Laufzeitfehler bei der Zuweisung eines Wertes an eine Konstante; diese beiden Prüfungen waren schon seit 1970 am Rechner TR 440 verfügbar.

#### Modernes Fortran
In Fortran 90 und nachfolgenden Versionen besteht die Möglichkeit, die Parametertypen der Unterprogramme anhand von Schnittstellen (interface) und Modulen (module) zu definieren. Der Compiler kann somit überprüfen, ob der übergebene Parametertyp und der erwartete Typ übereinstimmen. Diese Bekanntgabe ist allerdings nicht zwingend, wie es in anderen Programmiersprachen – beispielsweise Ada – der Fall ist. Die von Fortran 95 abgeleitete Programmiersprache F erzwingt dieses; in F sind nur Aufrufe von Unterprogrammen erlaubt, deren Parameterliste beispielsweise durch use-Anweisungen bekannt gemacht sind. In einem Unterprogramm kann auch festgelegt werden, ob ein Parameter Eingabeparameter (intent(in)), Ausgabeparameter (intent(out)) oder beides (intent(in out)) ist. In Fortran 90 deklariert man das Unterprogramm bar folgendermaßen:
```
subroutine 
bar
(
i
)

  
integer
,
 
intent
(
in
)
 
::
 
i

  
! ...

end subroutine 
bar

```

Falls das Unterprogramm versuchen sollte, den Wert des Aktualparameter i zu verändern, würde der Compiler einen Fehler anzeigen.
Weiterhin kann Fortran 90 Arrays einschließlich ihrer Größen übergeben, diese können
dann im Unterprogramm verwendet werden:
```
subroutine 
foo
(
x
)

  
integer
,
 
intent
(
in
),
 
dimension
(:)
 
::
 
x

  
!

  
print
 
*
,
size
(
x
)
 
! Gib die Größe von x aus

end subroutine 
foo

```

Es dann können auch Teile von Arrays übergeben werden, z. B. mit
```
program 
main

  
integer
,
 
dimension
(
20
)
 
::
 
x

  
call 
foo
(
x
(
1
:
10
:
2
)

end program 
main

```

Dies übergibt einen Array mit den Elementen x(1), x(3), x(5), x(7), x(9) an foo.

### Dynamische Speicherallokation
Unter dynamischer Speicherallokation versteht man die Möglichkeit, Speicher (insbesondere für Felder wie z. B. für Matrizen) erst zur Laufzeit des Programms anzufordern, das heißt, dass die Größe von Arrays nicht bereits zum Zeitpunkt des Übersetzens des Programms festgelegt zu sein braucht. Ein einfaches Beispiel:
```
real
,
 
allocatable
 
::
 
a
(:,:)

print
 
*
,
 
'Zeilen- und Spaltenzahl eingeben'

read
 
(
*
,
 
*
)
 
m
,
 
n

allocate
(
a
(
m
,
 
n
))

! ...

deallocate
(
a
)

```

Bis FORTRAN 77 ist eine dynamische Speicherallokation nicht oder nur über nicht standardisierte Erweiterungen der Compilerhersteller möglich. Ab Fortran 90 ist die dynamische Speicherverwaltung im Sprachstandard enthalten.
Ein anderes Beispiel für dynamische Speicherreservierung: Anlegen und Bearbeiten einer verketteten Liste:
```
type 
element_t

    
type
(
element_t
),
 
pointer
 
::
 
naechstes

    
real
                     
::
 
datum

end type 
element_t

type
(
element_t
),
 
pointer
,
 
save
 
::
 
liste
 
=>
 
null
()

type
(
element_t
),
 
pointer
       
::
 
element

! Anlegen eines Elements und Eintragen am Anfang der Liste

allocate
(
element
)

element
%
datum
 
=
 
471
1.0

element
%
naechstes
 
=>
 
liste

liste
 
=>
 
element

! Durchlaufen der Liste:

element
 
=>
 
liste

do while
 
(
associated
(
element
))

    
call 
bearbeiten
(
element
%
datum
)

    
element
 
=>
 
element
%
naechstes

end do

```

### Coarrays
Fortran unterstützt seit der Sprachversion Fortran 2008 Coarrays. Ein Programm läuft in unterschiedlichen Instanzen, die als „images“ bezeichnet werden. Jede Instanz kann auf lokale Variablen zugreifen. Zugriff auf Variablen auf anderen Images wird über Coarrays realisiert, die wie ein normaler Array mit einem bestimmten Cosubscript angesprochen werden. Bevor der Wert einer Variable verwendet werden kann, der von einem anderen Image geschrieben wurde, muss synchronisiert werden, dies geschieht am einfachsten durch einen SYNC ALL-Befehl.  Ein einfaches Beispiel:
```
! In diesem Programm schreibt jedes Image eine Nachricht in das

! Element eines anderen Images.

program 
main

  
implicit none

  
character
 
(
len
=
30
)
 
::
 
greetings
[
*
]

  
integer
 
::
 
me
,
 
n
,
 
you

  
me
 
=
 
this_image
()

  
n
 
=
 
num_images
()

  
if
 
(
me
 
/=
 
n
)
 
then

     
you
 
=
 
me
 
+
 
1

  
else

     
you
 
=
 
1

  
end if

  write
 
(
unit
=
greetings
[
you
],
fmt
=
'(A,I0,A,I0)'
)
 
&

       
"Gruesse von "
,
 
me
,
 
" an "
,
 
you

  
sync all

  write
 
(
*
,
'(A)'
)
 
trim
(
greetings
)

end program 
main

```

was dann mit vier Images beispielsweise die Ausgabe
```
 Gruesse von 3 an 4
 Gruesse von 1 an 2
 Gruesse von 2 an 3
 Gruesse von 4 an 1
```

erzeugt.

### Objektorientierung
Vererbung wird in Fortran durch Erweiterung von Typen realisiert. In Fortran kann ein Pointer oder ein Argument eines Unterprogrammes ein CLASS-Argument sein.  Falls erforderlich, kann der Typ durch SELECT TYPE unterschieden werden.
```
  
type 
t1

    
integer
 
::
 
i1

  
end type 
t1

  
type
,
 
extends
 
(
t1
)
 
::
 
t2

    
real
 
::
 
r1

  
end type 
t2

!...

  
subroutine 
foo
(
a
)

    
class
 
(
t1
),
 
intent
(
in
)
 
::
 
a

    
select type
(
a
)

    
type is
 
(
t1
)

      
print
 
*
,
"Type ist t1, Wert ist"
,
 
a
%
i1

    
type is
 
(
t2
)

      
print
 
*
,
"Type ist t2, Werte sind"
,
 
a
%
i1
,
 
a
%
r1

    
class 
default

      
print
 
*
,
"Das ist ein anderer Wert."

    
end select

```

Methoden werden in Fortran als „Type-bound procedures“ bezeichnet:
```
  
type 
foo

    
integer
,
 
private
 
::
 
i

  
contains

    procedure
 
::
 
add
 
=>
 
int_add

    
procedure
 
::
 
subtract
 
=>
 
int_subtract

    
procedure
 
::
 
get_val
 
=>
 
int_read

  
end type 
foo

```

Ein Benutzer, der eine Variable x vom Typ oder der Klasse foo verwendet, kann dann die Routinen foo%add, foo%subtract und foo%get_val aufrufen, der direkte Zugriff auf foo%i ist durch das Schlüsselwort private nicht möglich.

## Compiler

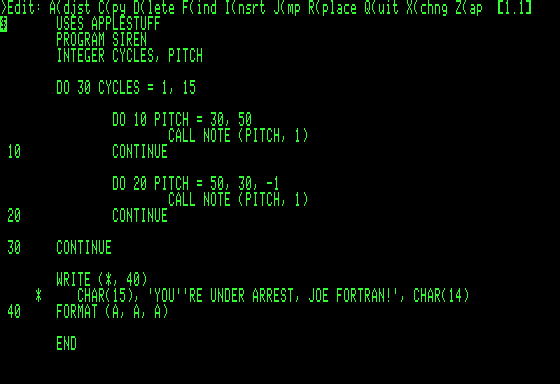
UCSD Fortran

Fortran-Compiler gibt es für praktisch alle Computer, von Arbeitsplatzrechnern bis zu Supercomputern.

### Proprietäre Software
Kommerzielle Anbieter von Fortran-Compilern sind entweder Computerhersteller wie z. B. IBM, SUN, HP, Intel oder spezialisierte Softwarehersteller wie Absoft, NAG, Lahey, Salford. Reine FORTRAN-77-Compiler werden heute zumeist nicht mehr hergestellt, da FORTRAN 77 fast vollständig im Sprachstandard Fortran 95 enthalten ist (nur DO-Schleifen mit REAL-Iterationsvariablen und Hollerith-Edit-Deskriptoren sind in Fortran 95 und später nicht mehr vorhanden).
Einige der oben genannten Compiler sind für Privatanwender bzw. nichtkommerzielle Nutzung unentgeltlich, zum Beispiel die Linux-Variante des Intel-Fortran-Compilers, Sun Studio Express (mit Fortran-, C- und C++-Compilern für Linux und Solaris), für Microsoft Windows der Compiler von Salford und DEC Fortran für OpenVMS.

### Freie Software
Ab Version 4.0 enthält die praktisch für alle Plattformen verfügbare GNU Compiler Collection (GCC) einen Compiler für Fortran 95 (GNU Fortran). Ältere Versionen von GCC enthalten noch den FORTRAN-77-Compiler g77. An dem freien Compiler G95 wurden die Arbeiten 2012 eingestellt, er ist allerdings weiterhin verfügbar. Aus diesem ging 2003 gfortran als neuer GNU-Fortran-Compiler hervor.
Ab Version 4.4 „Luna“ existiert eine integrierte Entwicklungsumgebung für Eclipse.
Auch die OpenWatcom-Entwicklersuite verfügt über einen FORTRAN-77-Compiler.

### Transcompiler
Es gibt Transcompiler, wie beispielsweise f2c, zur automatischen Übersetzung von Fortran-77 in C. Der daraus erzeugte Quelltext ist allerdings kaum für den Menschen lesbar. Auch der NAG-Compiler verwendet als Zwischensprache C; allerdings ist die nötige Laufzeitbibliothek nicht im Quelltext erhältlich.

### Sprachunterstützung
Die meisten aktuellen Compiler unterstützen den 2008- oder 2018-Standard.

## Verfügbare Software und Programmbeispiele

### Mathematische Bibliotheken
Die Referenz-Implementierung der BLAS-Bibliothek, die Grundoperationen der linearen Algebra zur Verfügung stellt, ist in Fortran geschrieben und verwendet die API von Fortran, ebenso wie die auf BLAS aufsetzende LAPACK-Bibliothek.
Zahlreiche der bei Netlib verfügbaren Algorithmen sind in Fortran geschrieben, typischerweise in älteren Dialekten.

### Programmbeispiele
Zahlreiche Programmbeispiele finden sich bei den Webseiten „Programming Idioms“ und bei Rosetta Code.